# Kyrgyzstan Cup 2023
Der Kyrgyzstan Cup 2023 war die 32. Saison eines Ko-Fußballwettbewerbs in Kirgistan. Das Turnier wurde von der Football Federation of Kyrgyz Republic organisiert. Er begann mit dem Achtelfinale am 11. Mai 2023 und endete mit dem Finale am 16. September 2023.

## Termine
| Runde         | Datum                                                            |
| ------------- | ---------------------------------------------------------------- |
| 1. Runde      | 11. Mai 2023 12. Mai 2023                                        |
| Viertelfinale | 21. Mai 2023 7. Juni 2023                                        |
| Halbfinale    | Hinspiele: 8. und 9. Juli 2023 Rückspiele: 15. und 16. Juli 2023 |
| Finale        | 16. September 2023                                               |

## 1. Runde
|                      | Ergebnis              |                    |
| -------------------- | --------------------- | ------------------ |
| 11. und 12. Mai 2023 |                       |                    |
| FC Anadlu            | 0:16                  | Abdish-Ata Kant    |
| FK Talant            | 1:1 n. V. (3:5 i. E.) | FK Kara-Balta      |
| Alga Bischkek        | 1:4                   | FK Dordoi Bischkek |

## Viertelfinale
|                               | Ergebnis              |                 |
| ----------------------------- | --------------------- | --------------- |
| 21. Mai 2023 und 7. Juni 2023 |                       |                 |
| FK Dordoi Bischkek            | 1:2                   | Abdish-Ata Kant |
| OshMU Aldier FC               | 1:1 n. V. (4:5 i. E.) | Alai Osch       |
| FC Neftchi Kochkor-Ata        | 0:1                   | Muras United FC |
| FK Kara-Balta                 | 2:1                   | Ilbirs Bischkek |

## Halbfinale
|                                    | Ergebnis |                 |
| ---------------------------------- | -------- | --------------- |
| 8. und 9. Juli 2023 (Hinspiele)    |          |                 |
| FK Kara-Balta                      | 1:4      | Muras United FC |
| Abdish-Ata Kant                    | 0:0      | Alai Osch       |
| 15. und 16. Juli 2023 (Rückspiele) |          |                 |
| Muras United FC                    | 1:0      | FK Kara-Balta   |
| Alai Osch                          | 1:1      | Abdish-Ata Kant |
| GESAMT                             |          |                 |
| FK Kyrgyzaltyn                     | 1:5      | Muras United FC |
| Abdish-Ata Kant                    | 1:1      | Alai Osch       |

## Finale
|                    | Ergebnis |                 |
| ------------------ | -------- | --------------- |
| 16. September 2023 |          |                 |
| Abdish-Ata Kant    | 1:2      | Muras United FC |

### Spielstatistik
| Paarung        | Abdish-Ata Kant – Muras United FC                                          |
| Ergebnis       | 1:2 (0:1)                                                                  |
| Datum          | 16. September 2023                                                         |
| Stadion        | Dolen-Omurzakov-Stadion, Bischkek                                          |
| Schiedsrichter | Meder Taichiev                                                             |
| Tore           | 0:1 Chyngyz Idrisov (21.) 1:1 Teýmur Çaryýew (51.) 1:2 Artem Serdyuk (69.) |